# Lukavec, Pelhřimov
Lukavec là một chợ huyện thuộc huyện Pelhřimov, vùng Vysočina, Cộng hòa Séc.

## Tập ảnh

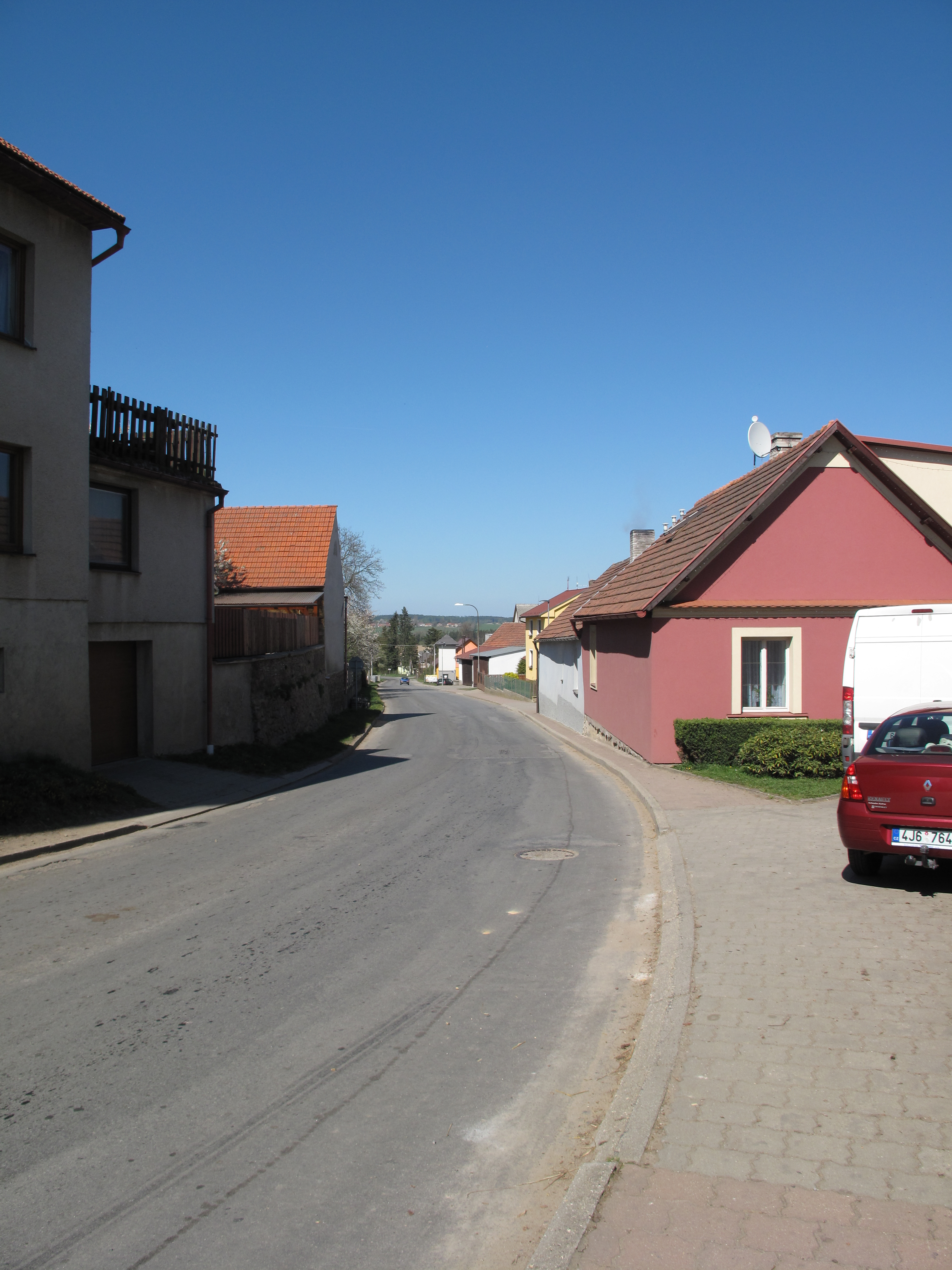
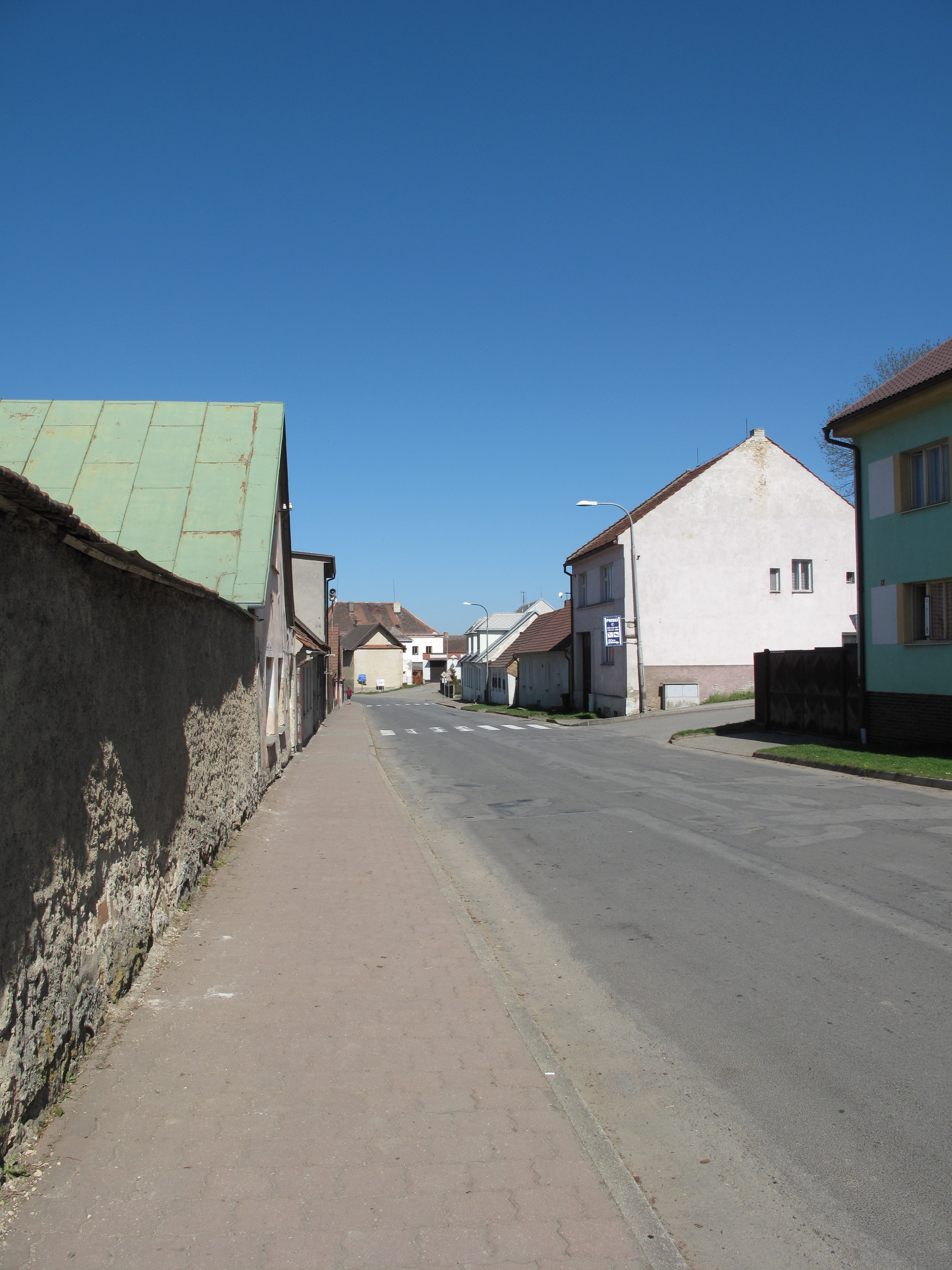
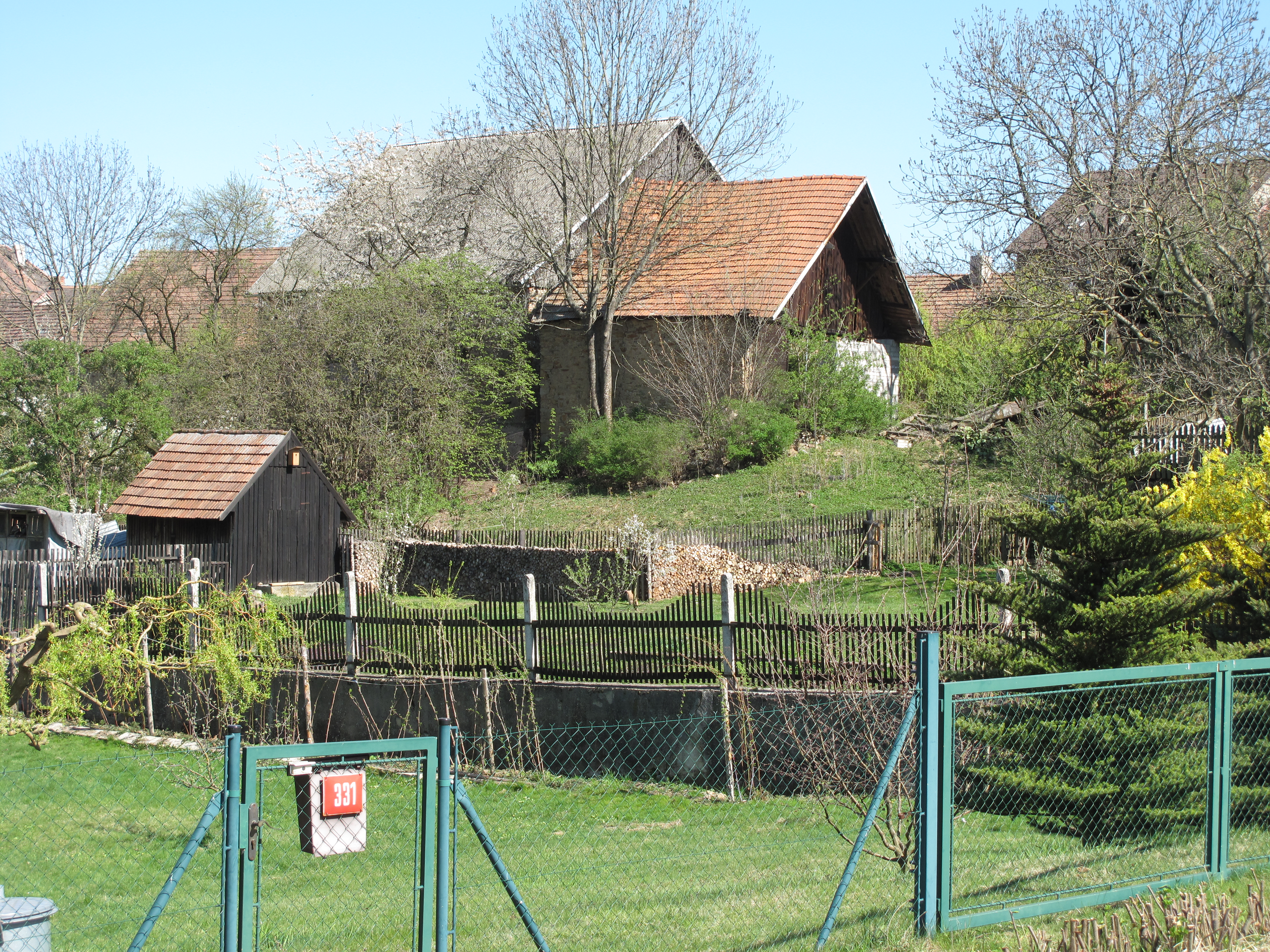